# Caernarfon Town
Caernarfon Town ist eine 1876 gegründete walisische Fußballmannschaft, welche in der Cymru Premier, die höchste Liga des Landes, spielt. Die Trikotfarben sind grün-gelb und der Spitzname des Teams ist „Canaries“. Gespielt wird im Stadion The Oval.
Am 18. Mai 2024 sicherte sich Caernarfon Town zum ersten Mal in seiner Geschichte europäischen Fußball, indem es Penybont FC im Finale der Cymru Premier Play-offs besiegte und sich damit einen Platz in der UEFA Conference League 2024–25 sicherte. In der zweiten Qualifikationsrunde scheiterte Caernarfon jedoch an Legia Warschau.

## Europapokalbilanz
| Saison  | Wettbewerb             | Runde                  | Gegner         | Gesamt          | Hin     | Rück          |
| ------- | ---------------------- | ---------------------- | -------------- | --------------- | ------- | ------------- |
| 2024/25 | UEFA Conference League | 1. Qualifikationsrunde | Crusaders FC   | 3:3 (8:7 i. E.) | 2:0 (H) | 1:3 n. V. (A) |
| 2024/25 | UEFA Conference League | 2. Qualifikationsrunde | Legia Warschau | 0:11            | 0:6 (A) | 0:5 (H)       |

Gesamtbilanz: 4 Spiele, 1 Sieg, 3 Niederlagen, 3:14 Tore (Tordifferenz −11)